# 哈德森山脈

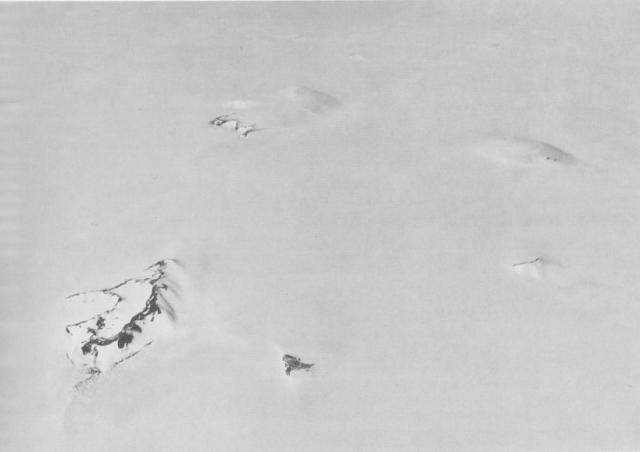

哈德森山脈（英語：Hudson Mountains）是南極洲的山脈，位於埃爾斯沃思地西部，由多座火山組成，最高點海拔高度749米，該山脈在1940年2月被美國探險隊發現，最近一次火山噴發在1985年發生。